# Тибо V Блоа
Тибо V „Добрия“, граф Блоа (на френски: Thibaut V le Bon de Blois; * 1130, † 20 януари 1191) е граф на Блоа, Шатоден и Шартър (1152 – 1191).

## Произход
Той е син на Тибо IV Велики, граф на Шампан, Блоа и Шартър, и Матилда Каринтийска, дъщеря на Енгелберт II фон Спонхейм, херцог на Каринтия, и Юта фон Пасау. Брат е на кралица Адел дьо Блоа-Шампан, трета съпруга на крал Луи VII Младия, и на Анри I Щедрия.

## Феодални борби
По време на въстанието против младия крал Филип II, в което вземат участие болшинството едри феодали на Франция, в това число и по-големият брат на Тибо, граф Анри I Шампански, той се присъединява към метежниците, но после се помирява с крал Филип и участва заедно с него в Третия кръстоносен поход. През лятото на 1190 година Тибо пристига в Светите земи.
Загива на 20 януари 1191 година при обсадата на Акра.

## Бракове и деца
Първи брак: със Сибила де Шато-Ренар († ок. 1164)
Втори брак: ок. 1164 г. с Аликс Френска (* 1150, † 1195), дъщеря на Луи VII, крал на Франция и Алиенор Аквитанска. Имат 7 деца:
- Тибо – умира в детска възраст
- Анри – умира в детска възраст
- Филип – умира в детска възраст
- Луи († 1205), граф Блоа, Шартър и Клермон; женен за Катрин, графиня дьо Клермон-ан-Бовези

- Маргарита (*1170, † 1230), графиня Блоа и Шатоден; омъжена I. ок. 1183 Хуго III д'Уази († 1189), виконт Камбре, II. ок. 1190 Отон I († 1200), граф Бургундски, III сл. 1200 Готье II д'Авен († 1246), сеньор де Гиз
- Аделаида, абатиса във Фонтевро (1227)
- Изабела († 1248), графиня Шартър и Роморантен; омъжена I. Сулпиций д'Амбуаз, II. Жан де Монмирай († 1244), виконт Камбре